# Šjao Ji
Šjao Ji (kitajsko 小乙) z osebnim imenom Dzi Lian je bil kralj Kitajske iz dinastije Šang. 
V Zapisih velikega zgodovinarja Sima Čjana je omenjen kot enaindvajseti kralj dinastije Šang in naslednik svojega starejšega brata Šjao Šina. Ustoličen je bil v svoji prestolnici Jin. V šestem letu svojega vladanja je ukazal svojemu sinu Vu Dingu, naj se preseli v He (河) in študira pri Gan Panu (甘盘). Šjao Ji je vladal deset let. Nasledil ga je sin Vu Ding.
Zapisi na orakeljskih kosteh, izkopanih v Jinšuju, pravijo, da je bil dvajseti kralj dinastije Šang. 